# Nesobasis caerulescens
Nesobasis caerulescens är en trollsländeart som beskrevs av Donnelly 1990. Nesobasis caerulescens ingår i släktet Nesobasis och familjen dammflicksländor. Inga underarter finns listade i Catalogue of Life.